# ایلیاس کراکایف
ایلیاس کراکایف (روسی: Ильяс Магомедович Куркаев؛ زادهٔ ۱۸ ژانویهٔ ۱۹۹۴) بازیکن والیبال اهل روسیه است.
از باشگاه‌هایی که در آن بازی کرده‌است می‌توان به باشگاه والیبال لوکوموتیو نووسیبیرسک اشاره کرد. وی در مسابقات والیبال قهرمانی اروپا ۲۰۱۷ برای اولین بار برای تیم ملی روسیه به میدان رفت.